# Centro antiviolenza
Un centro antiviolenza, abbreviato in CAV, è una struttura in cui vengono accolte le donne che subiscono o che sono minacciate da qualsiasi forma di violenza. Offre diversi servizi alle vittime di violenza domestica, violenza sessuale, violenza economica, stalking: accoglienza telefonica, colloqui personali, ospitalità nelle cosiddette case rifugio, assistendo così le vittime ed eventualmente i figli minori coinvolti nel percorso di uscita dalla violenza.

## Storia
In Europa già tra il XVI e il XVII secolo esistevano rifugi per donne. Negli anni settanta e ottanta del Novecento, sull'onda delle mobilitazioni femministe e grazie alle analisi sviluppate dal movimento femminista, la violenza domestica iniziò ad emergere come fenomeno strutturale, si iniziò a nominarla e a cercare di definirne i contorni nella sua complessità.
Da allora si iniziarono a creare strutture per aiutare e sostenere donne e minori nei percorsi di fuoriuscita dalla violenza. La questione della violenza di genere si iniziò a presentare alle istituzioni come un vero e proprio problema sociale. Le donne, non solo in Italia, ma in tutti paesi, anche con la riforma del diritto di famiglia, hanno iniziato un percorso di liberazione.
Parlare di violenza di genere non è stato più un tabù di cui vergognarsi e rompere il silenzio per molte donne è diventata realtà quotidiana. Anche i centri antiviolenza hanno contribuito a rompere il silenzio delle donne esistente da migliaia di anni. Il primo rifugio "moderno", mutuando la pratica del self-help, è stato "Haven House" fondato nel 1964 in California da donne dei gruppi Al-Anon (gruppi per familiari e amici di alcolisti anonimi).
Uno dei primi rifugi fu fondato da Erin Pizzey e dalla sua associazione Women's Aid di Chiswick a Londra nel 1971. La violenza domestica e i maltrattamenti in Gran Bretagna e nel mondo erano un problema non visibile e sommerso.

## In Italia

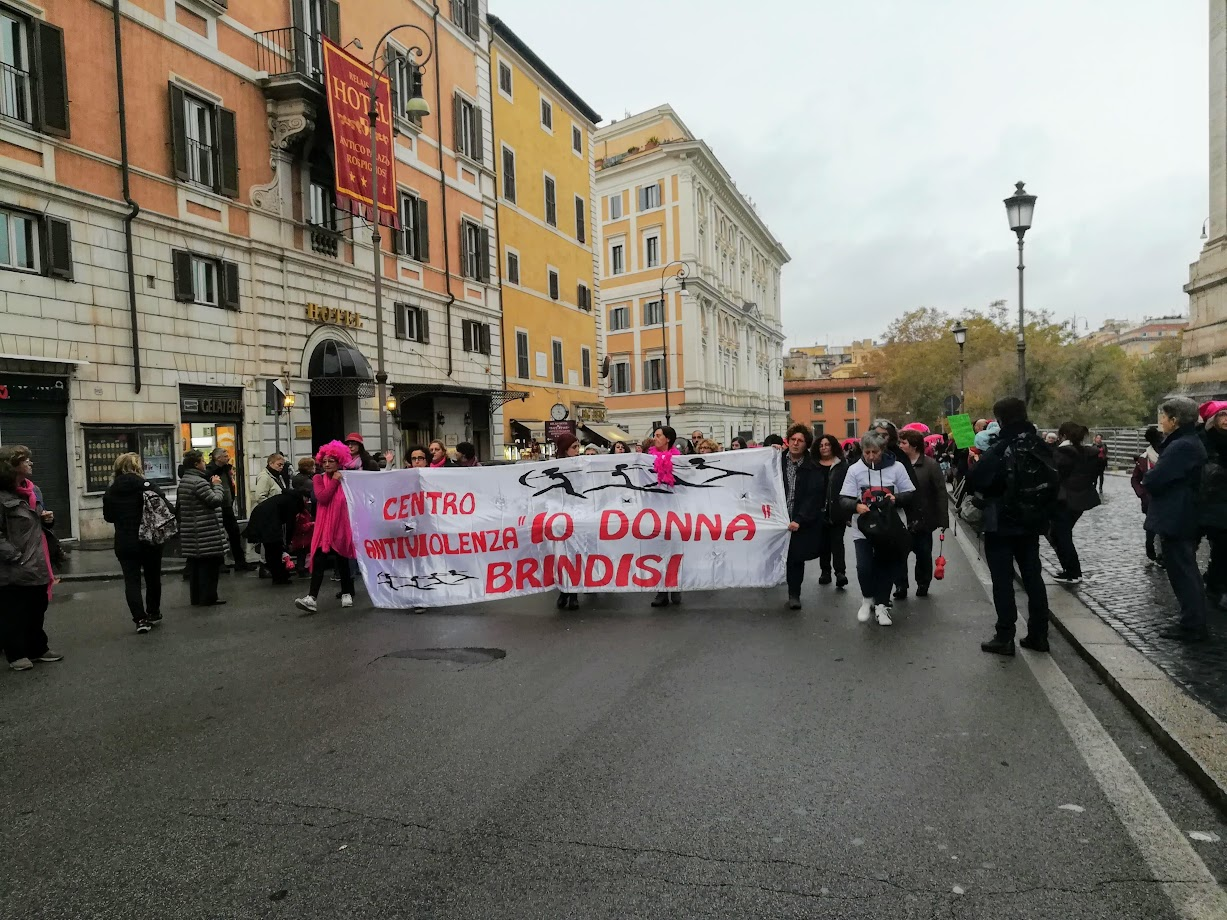
Il centro antiviolenza di Brindisi alla Giornata internazionale contro la violenza sulle donne di Roma nel 2018.

Il primo centro antiviolenza in Italia è stato fondato nel 1990 dal Gruppo di lavoro e ricerca sulla violenza alle donne, un'associazione di donne creata a Bologna, alla quale partecipó oltre Grazia Negrini un gruppo di donne femministe di differente esperienze.
Nel 1991, quando i centri erano ancora pochi e alle prime armi nell'accoglienza si è costruita la Rete nazionale dei centri antiviolenza.  Una rete informale, costruita sugli scambi, un'esperienza che man mano cresceva e con essa aumentava la voglia di fare politica.
Negli anni sono stati organizzati due convegni importanti a Marina di Ravenna, tanti seminari e incontri a livello nazionale.
Una svolta notevole è avvenuta il 21 gennaio 2006, quando è stata siglata a Roma, da parte di 56 centri antiviolenza autonomi, la Carta dei centri antiviolenza, al fine di dotarsi di valori comuni sulla base dei quali orientare il proprio operato.
La Carta si riferisce ad alcuni dei principi che identificano l'identità e la metodologia dei centri, tra i quali: il considerare la violenza maschile alle donne come un fenomeno che ha radici nella disparità di potere tra i sessi; che i centri sono costituiti e gestiti solo da donne; che viene garantito alle donne anonimato e sicurezza.
Tuttavia ancora oggi, per quanto riguarda la situazione in Italia la materia non è mai stata regolamentata da una normativa nazionale, esistono invece molte leggi regionali che si sono occupate di sostenere i centri antiviolenza.
Il decreto legge n. 11 del 23 febbraio 2009, art. 12, convertito in legge n. 38 del 23 aprile 2009, ha istituito, presso la Presidenza del Consiglio dei ministri - Dipartimento per le pari opportunità, un numero verde di pubblica utilità, il 1522 per tutelare vittime di violenza e di atti persecutori (stalking).
Con l'entrata in vigore della Convenzione di Istanbul e l'adozione del Piano strategico nazionale sulla violenza maschile contro le donne (2017-2020), il Dipartimento per le pari opportunità ha messo in atto politiche in contrasto alla violenza contro le donne che sostengono parzialmente i centri antiviolenza come aiuto concreto alle donne che subiscono violenza.
Nel 2017 nasce un progetto di monitoraggio dei centri antiviolenza, finanziato dal Piano di azione nazionale contro la violenza di genere del Dipartimento per le pari opportunità. Tale progetto, chiamato "ViVa – Monitoraggio, Valutazione e Analisi degli interventi di prevenzione e contrasto alla violenza contro le donne", pubblica diversi studi, tra cui uno studio del 2017 che ha analizzato la performance di 82 centri antiviolenza dei 366 attivi sul territorio nazionale. Risulta dalla ricerca su 335 centri che essi abbiano accolto complessivamente 49.021 donne, 156 donne per centro in media, e che il 58,2% del personale sia costituito da operatrici volontarie.

### Caratteristiche e attività
I centri antiviolenza, le case rifugio e le case in semiautonomia sono in genere gestite da associazioni, cooperative sociali e ONLUS, ma talvolta anche da soggetti pubblici, con l'obiettivo di dare supporto ed assistenza alle donne vittime di violenza ed abusi nonché di contrastare efficacemente la violenza di genere e la violenza assistita.
I centri svolgono diverse attività a cominciare dal primo ascolto telefonico, anonimo e gratuito, spesso disponibile 24 ore su 24. Dopo il primo contatto le donne possono decidere di avviare un percorso di uscita dalla violenza, avvalersi di consulenze legali, informazioni e aiuto nella ricerca lavoro e ricerca casa. In alcuni centri si sono formati specifici gruppi di auto mutuo aiuto.
In caso di emergenza i centri offrono delle "case rifugio" o nelle "case di semiautonomia", luoghi sicuri dove le donne coi loro figli possono ricostruirsi una vita autonoma, garantendo un posto sicuro.
Molto spesso le associazioni che gestiscono i centri si occupano anche di formazione, promozione, sensibilizzazione e prevenzione, raccolta ed elaborazione dati, orientamento ed accompagnamento al lavoro, raccolta materiale bibliografico e documentario sui temi della violenza .
I centri antiviolenza si sono organizzati costituendo una rete nazionale che organizza 80 associazioni (nel 2017) in un'unica grande organizzazione denominata DiRe, donne in rete contro la violenza.
Anche a livello territoriale si sono costituite reti per favorire il coordinamento di tutti gli enti che sono coinvolte in accoglienza di donne che subiscono violenza, i centri antiviolenza, le forze dell'ordine, i pronto soccorsi, i servizi sociali ed altri enti competenti sul tema.

### I rapporti con gli enti pubblici in Italia
Solo a partire dagli ultimi dieci anni le istituzioni pubbliche (Regioni, Province, Comuni, Aziende Sanitarie, etc.) si sono attivate predisponendo leggi regionali in sostegno ai centri antiviolenza, offrendo le strutture alle associazioni, portando avanti delle convenzioni per poter gestire i Centri e, in alcune realtà, condividendo obiettivi e strategie di lavoro comuni.
Gli enti pubblici spesso collaborano con le Reti territoriali come partner, spesso attivano progetti e talvolta sono parte attiva nel promuovere iniziative contro la violenza (ad esempio contribuendo ai percorsi formativi per operatrici/operatori dei servizi pubblici, finalizzati alla costruzione di un network locale contro la violenza sulle donne).
In molte città sono nati dei tavoli interisitiuzionali, promossi dai centri antiviolenza che coinvolgono enti pubblici (come ad esempio i comuni), tesi a elaborare protocolli operativi e progetti coordinati di rete per aiutare le donne a uscire dalla violenza.
In alcune città (p.e. Venezia, Forlì) gli stessi Comuni gestiscono i centi antiviolenza, mentre il modello prevalente è quello di gestione del centro da parte di associazione di donne, impegnate politicamente nella lotta contro la violenza di genere.
Il 16 maggio 2013 è stato sottoscritto un Protocollo di intesa ANCI - D.i.Re. con l'obiettivo di "collaborare per promuovere e sviluppare azioni, progetti o iniziative finalizzate alla prevenzione e al contrasto della violenza maschile contro le donne, attuando azioni di sensibilizzazione ed informazione sulla violenza di genere". A seguito di tale protocollo sono state prodotte delle Linee guida per i servizi sociali.

## Associazioni rilevanti
A livello mondiale esiste la rete Global Network of Women's Shelter (GNWS), nata nel 2008 a Edmonton (Canada) durante il primo convegno mondiale dei centri di donne contro la violenza.
A livello europeo esiste invece l'associazione Women Against Violence Europe (WAVE), che riunisce oltre 5000 centri antiviolenza di donne di 46 paesi dell'Europa (compresi paesi dell'Est europea), organizzate a sua volta in federazioni nazionali.
Il 29 settembre 2008 è nata a Roma D.i.Re, associazione nazionale dei centri antiviolenza, che riunisce 80 centri di tutta l'Italia, tutte gestite da enti di sole donne.